# Кірстен Флауер
Кірстен Флауер (англ. Kirsten Flower; нар. 1 січня 1988) — колишня американська тенісистка.
Найвищу одиночну позицію світового рейтингу — 996 місце досягла 10 жовтня 2011, парну — 505 місце — 21 листопада 2011 року.

## Фінали ITF

### Парний розряд: 3 (0–3)
| Результат | Ранг | Дата     | Турнір                | Покриття | Партнерка       | Суперниці                             | Рахунок       |
| --------- | ---- | -------- | --------------------- | -------- | --------------- | ------------------------------------- | ------------- |
| Поразка   | 1.   | Лип 2008 | ITF Евансвілл, США    | Тверде   | Кортні Доулгайд | Ребекка Маріно Ellah Nze              | 5–7, 3–6      |
| Поразка   | 2.   | Сер 2011 | ITF Тоді, Італія      | Ґрунт    | Стефані Бенгсон | Федеріка ді Сарра Анджеліка Морателлі | 6–7, 5–7      |
| Поразка   | 3.   | Сер 2011 | ITF Баньятіка, Італія | Ґрунт    | Стефані Бенгсон | Аліче Балдуччі Бенедетта Давато       | 4–6, 7–6, 2–6 |